# Phlegraios (Kentaur)

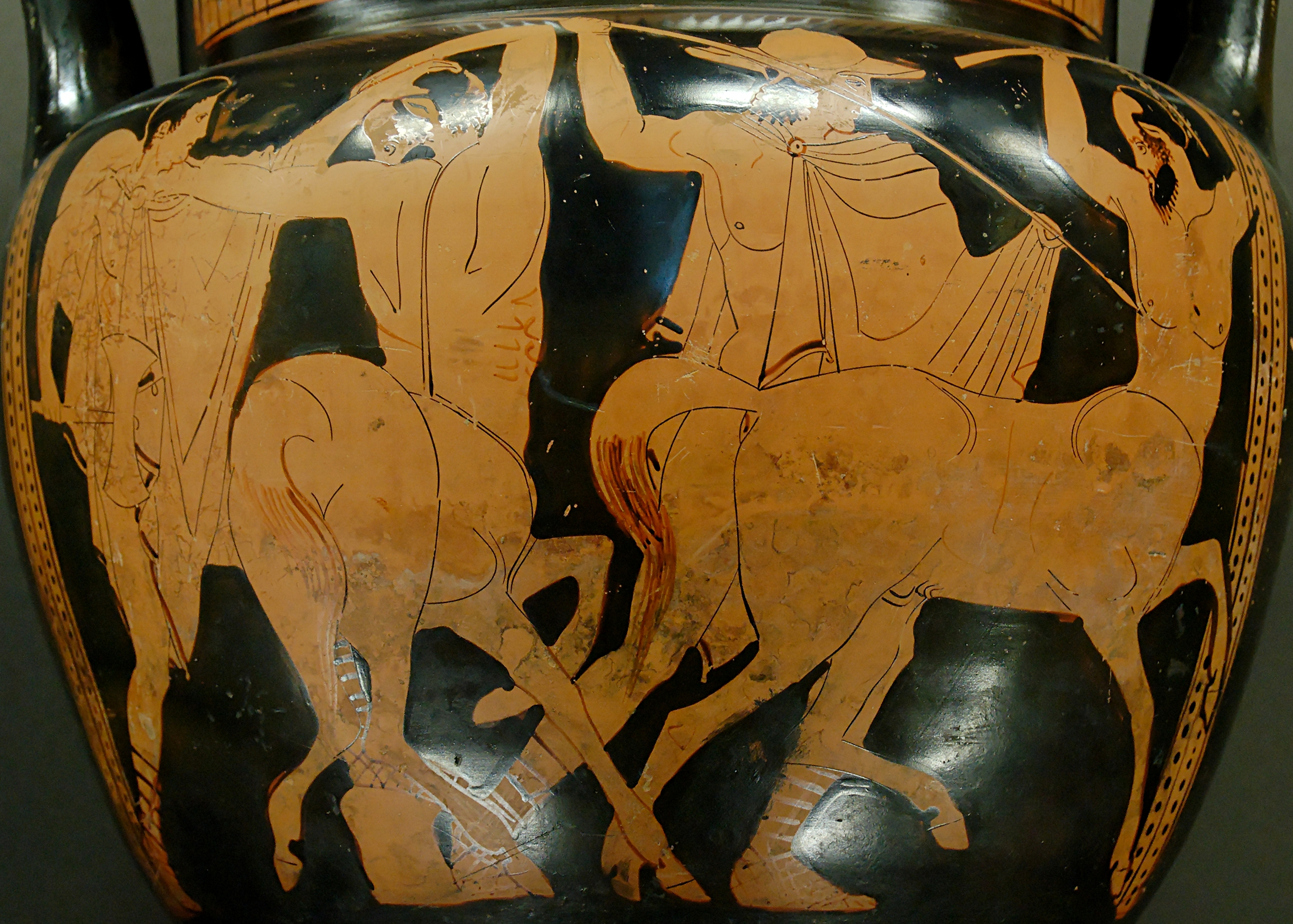
Krater, 5. Jh. v. Chr., Kampfszene, ein Lapithe kämpft mit Lanze

Phlegraios ist ein Kentaur der griechischen Mythologie. Er wird in der Kentauromachie auf der Hochzeit des Lapithen Peirithoos vom Argonauten Peleus getötet. Einzige Quelle ist das zwölfte Buch von Ovids Metamorphosen.

## Name
Er kommt vom griechischen Φλεγραῖος, Phlegraíos, deutsch und lateinisch Phlegraéus, deutsch auch Phlegrä́us. Roscher bezieht ihn „auf bestimmte Örtlichkeiten ... nämlich auf die Φλεγραῖα πεδἰα, Phlegraía pedía bei Cumae.“ Das sind die vulkanischen Phlegräischen Felder. Dazu kommt der etymologische Kern mit dem Verb φλέγειν, phlégein, brennen, flammen, was ihn zu einem Brennenden macht. Mit seinem Kentaurennamen werden damit Lavaausbrüche, Erbeben und Erdrutsche, insgesamt eine wilde und gefährliche Gegend, außerdem Feuer und Brände assoziiert, siehe dazu auch den Artikel Pyrakmos.
Der in den Phlegräischen Feldern beheimatete Kentaur trägt all diese gefährlichen Charakteristika mit sich, das wird ihm aber in der Kentaurenschlacht nicht zur Hilfe gereichen.

## Mythos
Ovid lässt Nestor die Kentauromachie erzählen. Denn dieser war dabei, kennt die ganze Geschichte und will seinen Mitkombattanten vor Troja aufzeigen, dass früher schon schwerer Schlachten geschlagen wurden. Der Tod des Phlegraios wird von ihm kurz erwähnt, es ist sein einziger Auftritt.
Peleus tötet in einer Angriffswelle mehrere Kentauren, der Reihe nach: zuerst in einem kurzen Rückblick den Phlegraeus, dann Hyles, Iphinoos, Clanis und dann in längeren Kampfszenen den Demoleon und Dorylas. Im Rückblick heißt es: „Vorher schon (vor Demoleon) hatte er (Peleus) aus der Distanz den Phlegraeus und den Hyles getötet, in der Nähe (im Handgemenge) den Iphinous und den Clanis.“
Perseus kämpft mit Lanze (369: hasta) und Schwert (389: ensis). „Aus der Ferne (eminus)“ wirft er die Lanze, „im Handgemenge, (conlato Marte)“ greift er zum Schwert, so dass Phlegraios wohl eher mit der Lanze erlegt wurde.
Zur literarischen Funktion des Rückblicks (Analepse) mit den vier Kentauren, siehe Clanis.